# Geokichla cinerea
El zorzal cenizo (Geokichla cinerea) es una especie de ave de la familia Turdidae.

## Distribución y hábitat
Es endémica de Filipinas. Su hábitat natural son los bosques húmedos y bosques de montaña tropicales de las islas. Está en peligro debido a la pérdida de su hábitat, estimándose su población entre los 10 000 y 20 000 ejemplares.